# Heliocopris marshalli
Heliocopris marshalli är en skalbaggsart som beskrevs av Louis Albert Péringuey 1901. Heliocopris marshalli ingår i släktet Heliocopris och familjen bladhorningar. Inga underarter finns listade i Catalogue of Life.